# Berliner Straße
La stazione di Berliner Straße è una stazione della metropolitana di Berlino, posta all'incrocio delle linee U7 e U9.

## Storia
La stazione di Berliner Straße entrò in esercizio il 29 gennaio 1971, contemporaneamente all'attivazione delle tratte da Möckernbrücke a Fehrbelliner Platz della linea 7, e da Spichernstraße a Walther-Schreiber-Platz della linea 9.

## Strutture e impianti
Si tratta di una stazione sotterranea di incrocio fra due linee, con la U9 che corre al livello superiore e la U7 al livello inferiore.
Le banchine della linea U9 sono poste in due tunnel a binario unico, distanziati fra loro e separati dal tunnel stradale della Bundesallee che scorre nel mezzo.
Nelle vicinanze della stazione, le due linee metropolitane sono raccordate fra loro da un binario di servizio.

## Interscambi
- Fermata autobus